# Hiéroglyphe égyptien N29
Pour les articles homonymes, voir Colline (homonymie).

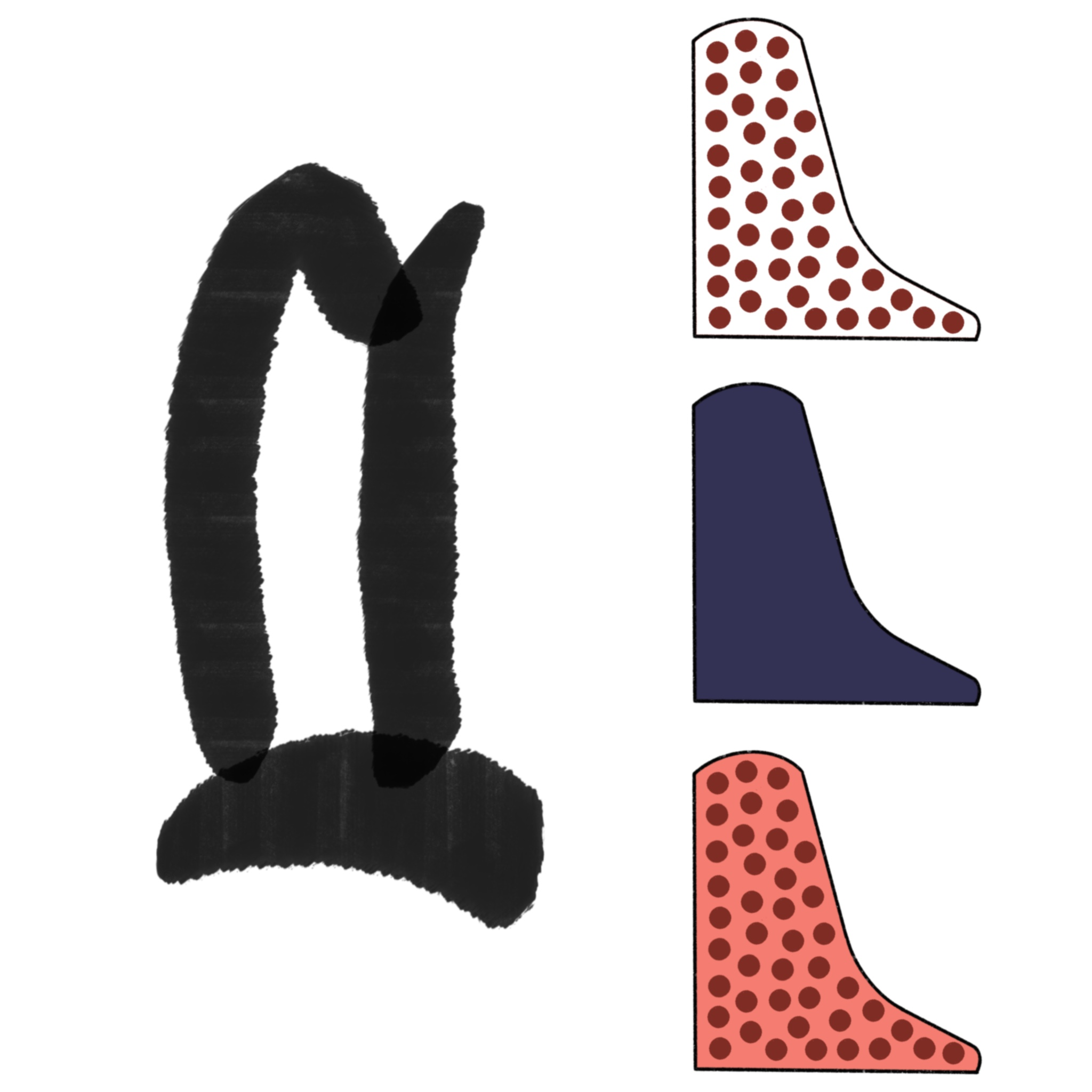
Version hiératique et hiéroglyphique

La colline, en hiéroglyphes égyptiens, est classifiée dans la section N « Ciel, Terre, Eau » de la liste de Gardiner ; cet hiéroglyphe y est noté N29.

## Représentation
Il représente un flanc de colline, sa couleur bleue renvoie à un remblai de terre. Il est anciennement blanc ou rose parsemé de points rouges évoquant une butte de sable. Il est translittéré ḳ.

## Utilisation
C'est un phonogramme unilitère de valeur ḳ (?) et déterminatif (Textes des Pyramides) dans le terme ḳȝȝ :
| q | A | A | A28 | N23 · Z1 | / | q | A | A | q | / | q | A | q |

| q | A | A | A28 | N23 · Z1 | / | q | A | A | q | / | q | A | q |

d'où découle sa fonction en tant que phonogramme unilitère de valeur ḳ.

## Exemples de mots
| V12 · N29 | A2 |

| V12 · N29 | A2 |

| q | i | s | O49 |

| q | i | s | O49 |

| q · a | H | W | N8 |

| q · a | H | W | N8 |

## Voir également
- Trois collines (hiéroglyphe égyptien N25)
- Deux collines (hiéroglyphe égyptien N26)
- Liste totale des hiéroglyphes selon la classification Gardiner